# 肉体 (神学)
在基督教中，“肉体”用来隐喻罪的倾向。保罗在罗马书7:18描述了它们之间的关联：
|  | 我也知道在我里头，就是我肉体之中，没有良善：因为立志行善由得我，只是行出来由不得我。 |

在宗教语言中，“肉体”特别隐指性方面的罪。